# Zidane Nácer
Zidane Nácer (Zidan al-Nasir) ou Mulei Zidane, chamado Mulei Zidão nas crônicas portuguesas, foi um rei de Marrocos da Dinastia Saadi, reinou entre 1613 e 1628. Foi antecedido no trono por Abu Faris Abedalá, e foi seguido no trono por Abu Maruane Abedal Maleque II.

## Guerra Civil
Durante o reinado de Zidane, depois da morte de Mulei Almançor em 1603, O Marrocos progressivamente entrou em um estado de anarquia, e o Sultão perdeu sua autoridade. Salé se tornou um tipo de república independente. O Marrocos estava em um estado de guerra civil com senhores da guerra adquirindo territórios de Zidane, como as Ahmed ibn Abi Mahalli no sul e Sidi al-Ayachi no norte. Os espanhóis também aproveitou a oportunidade para capturar as cidades de Larache em 1610 e depois al-Ma'mura.

## Relações Exteriores
Mulei Zidane estabilizou relações amigáveis com os Países Baixos, com a ajuda de Samuel Pallache, e a partir de 1609, ele estabilizou um tratado de amizade. Ele enviou muitos diplomatas para os países baixos, tais como, Maomé Alguazir, Alhajari e Iúçufe Biscaino.
James I da Inglaterra enviou John Harrison para Mulei Zidane no Marrocos em 1610 e novamente em 1613 e 1615 para libertar cativos ingleses.
Devido as circunstâncias estranhas para a guerra civil o sultão Zidane Abu Maali teve sua coleção completa transferida para um navio. O comandante do navio o "roubou" e o levou para Espanha, onde a coleção foi levada para o El Escorial.